# Universidad Libre de Lengua y Comunicación de Milán
La Universidad Libre de Lengua y Comunicación de Milán (en italiano, Libera Università di Lingue e Comunicazione), también conocida por sus siglas IULM, es una universidad italiana con sede principal en Milán.  
Las tasas medias de matrícula para los estudiantes son de 3.600€ al año, superando los 4.500€ en el caso del máster.

## Historia
Fue fundada en 1968 por Carlo Bo y Silvio Baridon bajo el nombre Instituto Universitario de Lengua Moderna (IULM). Hasta el presente, sus rectores han sido Silvio Baridon Frederick (1968-1983), Alexander Migliazza (1983-1997), Francesco Alberoni (1997-2001), Giovanni Puglisi (2001-2015), Mario Negri (2015-2018) y Gianni Canova (desde 2018).
IULM ofrece un método de enseñanza innovador basado en una mezcla de teoría y práctica, estrictamente conectado con el mundo real y enfocado en cubrir nuevos perfiles de trabajo.

## Organización
La universidad tiene sedes en Milán, en Via Carlo Bo, y Roma. Hasta 2010 también tuvo sede en Feltre, en el antiguo palacio Borgasio. El cuerpo principal del campus de Milán, diseñado por el ingeniero Roberto Guiducci y el arquitecto Lorenzo Guiducci, se completó en 1993. En 2015 se añadió el edificio IULM 6. En esta sede también se encuentra la biblioteca, creada en 1970 y dedicada a Carlo Bo. El campus de Roma está situado en el centro de la ciudad, en la zona de Via del Corso. La Universidad IULM en sus dos residencias universitarias, la Residencia Santander y la Residencia Cascina Moncucco, puede acoger hasta 220 estudiantes.

### Facultades
La Universidad IULM está organizada en tres facultades:
- Artes, Moda y Turismo
- Comunicación
- Interpretación y Traducción

### Departamentos
La investigación se estructura en tres departamentos principales:
- Empresa, Derecho, Economía y Consumo 'Carlo A. Ricciardi».

- Comunicación, Artes y Medios «Giampaolo Fabris

- Humanidades

### Cátedra UNESCO
La universidad está adherida a la iniciativa de Naciones Unidas para las cátedras Unesco. En ese marco, la IULM dicta un máster en Museología Europea a cargo de Massimo Negri.